# Hilal de Nador
Hilal Athletic Nador es un club de fútbol marroquí de la región rifeña en Nador, fue fundado en 1956 y actualmente juega en el Campeonato de Fútbol Marroquí D4.

## Historia
El club jugo tres temporadas en la primera división marroquí: 1986-1987, 1987-1988 y 1988-1989.
Obtuvo su mejor clasificación en la D1 durante la temporada 1987-1988, donde terminó séptimo en el campeonato con 12 victorias, 10 empates y 12 derrotas.
Durante el 1990 el club comenzó a descender categorías después de sufrir varios problemas financieros debido a la mala gestión del club
- Datos: Q1575363